# Baron-sur-Odon
Pour les articles homonymes, voir Baron et Odon.
Baron-sur-Odon est une commune française, située dans le département du Calvados en région Normandie, peuplée de 1 104 habitants.

## Géographie

### Localisation
La commune est à l'ouest de la plaine de Caen, aux portes du Bessin et du Pré-Bocage. Son bourg est à 5 km au nord d'Évrecy, à 12 km au sud-ouest de Caen et à 15 km au sud-est de Tilly-sur-Seulles.
Baron-sur-Odon fait partie du canton d'Évrecy. Peuplée de 1 104 habitants (population totale 2022 ) sur une superficie de 643 hectares (soit 171.7 hab/km2), la commune fait partie de l'unité urbaine de Caen au sens de l'Institut national de la statistique et des études économiques.
La rivière l'Odon, affluent de l'Orne, traverse Baron-sur-Odon.
L'aéroport le plus proche est Carpiquet à 5,4 km.
| Tourville-sur-Odon | Mouen             | Verson (par un angle) Fontaine-Étoupefour |
| Mondrainville      | Baron-sur-Odon    | Fontaine-Étoupefour                       |
| Gavrus             | Esquay-Notre-Dame | Vieux (par un angle) Esquay-Notre-Dame    |

### Hydrographie
La commune est située dans le bassin Seine-Normandie. Elle est drainée par l'Odon et  et un autre petit cours d'eau,.
L'Odon, d'une longueur de 47 km, prend sa source dans la commune des Monts d'Aunay et se jette  dans l'Orne à Fleury-sur-Orne, après avoir traversé 20 communes. 

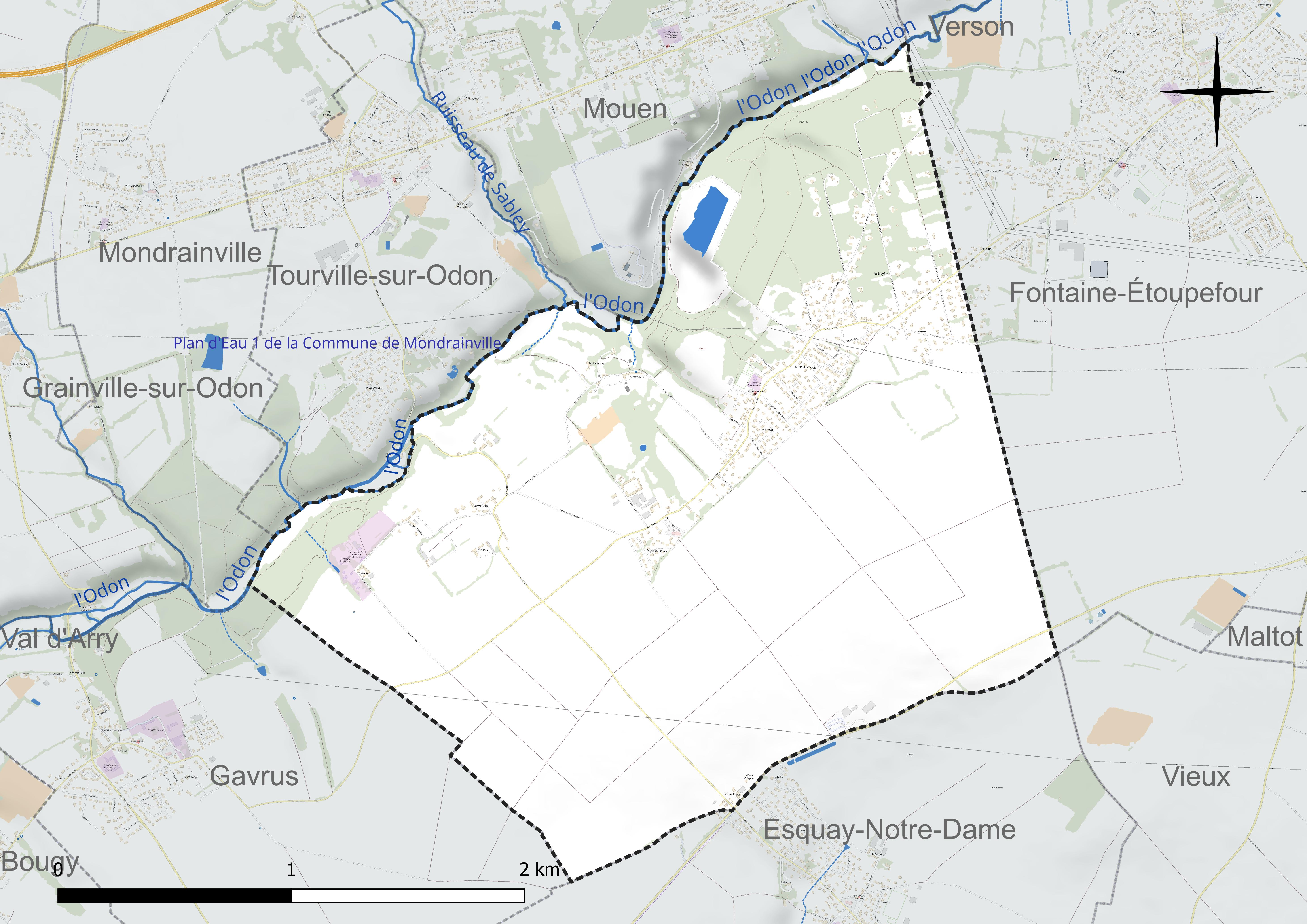
Réseau hydrographique de Baron-sur-Odon.

### Climat
Pour des articles plus généraux, voir Climat de la Normandie et Climat du Calvados.
En 2010, le climat de la commune est de type climat océanique altéré, selon une étude du CNRS s'appuyant sur une série de données couvrant la période 1971-2000. En 2020, Météo-France publie une typologie des climats de la France métropolitaine dans laquelle la commune est exposée à un climat océanique et est dans la région climatique  Normandie (Cotentin, Orne), caractérisée par une pluviométrie relativement élevée (850 mm/a) et un été frais (15,5 °C) et venté. Parallèlement le GIEC normand, un groupe régional d'experts sur le climat, différencie quant à lui, dans une étude de 2020, trois grands types de climats pour la région Normandie, nuancés à une échelle plus fine par les facteurs géographiques locaux. La commune est, selon ce zonage, exposée à un « climat des plateaux abrités », correspondant à la plaine agricole de Caen à Falaise, sous le vent des collines de Normandie et proche de la mer, se caractérisant par une pluviométrie et des contraintes thermiques modérées.
Pour la période 1971-2000, la température annuelle moyenne est de 10,5 °C, avec  une amplitude thermique annuelle de 12,4 °C. Le cumul annuel moyen de précipitations est de 788 mm, avec 12,4 jours de précipitations en janvier et 7,7 jours en juillet. Pour la période 1991-2020, la température moyenne annuelle observée sur la station météorologique la plus proche, située sur la commune de Carpiquet à 6 km à vol d'oiseau, est de 11,5 °C et le cumul annuel moyen de précipitations est de 740,3 mm,. Pour l'avenir, les paramètres climatiques de la commune estimés pour 2050 selon différents scénarios d'émission de gaz à effet de serre sont consultables sur un site dédié publié par Météo-France en novembre 2022.

## Urbanisme

### Typologie
Au 1er janvier 2024, Baron-sur-Odon est catégorisée ceinture urbaine, selon la nouvelle grille communale de densité à 7 niveaux définie par l'Insee en 2022.
Elle appartient à l'unité urbaine de Caen, une agglomération intra-départementale dont elle est une commune de la banlieue,. Par ailleurs la commune fait partie de l'aire d'attraction de Caen, dont elle est une commune de la couronne,. Cette aire, qui regroupe 296 communes, est catégorisée dans les aires de 200 000 à moins de 700 000 habitants,.

### Occupation des sols
L'occupation des sols de la commune, telle qu'elle ressort de la base de données européenne d'occupation biophysique des sols Corine Land Cover (CLC), est marquée par l'importance des territoires agricoles (72,9 % en 2018), en diminution par rapport à 1990 (74,6 %). La répartition détaillée en 2018 est la suivante : 
terres arables (58,1 %), prairies (14,8 %), forêts (12,5 %), zones urbanisées (12,3 %), mines, décharges et chantiers (2,3 %). L'évolution de l'occupation des sols de la commune et de ses infrastructures peut être observée sur les différentes représentations cartographiques du territoire : la carte de Cassini (XVIIIe siècle), la carte d'état-major (1820-1866) et les cartes ou photos aériennes de l'IGN pour la période actuelle (1950 à aujourd'hui).

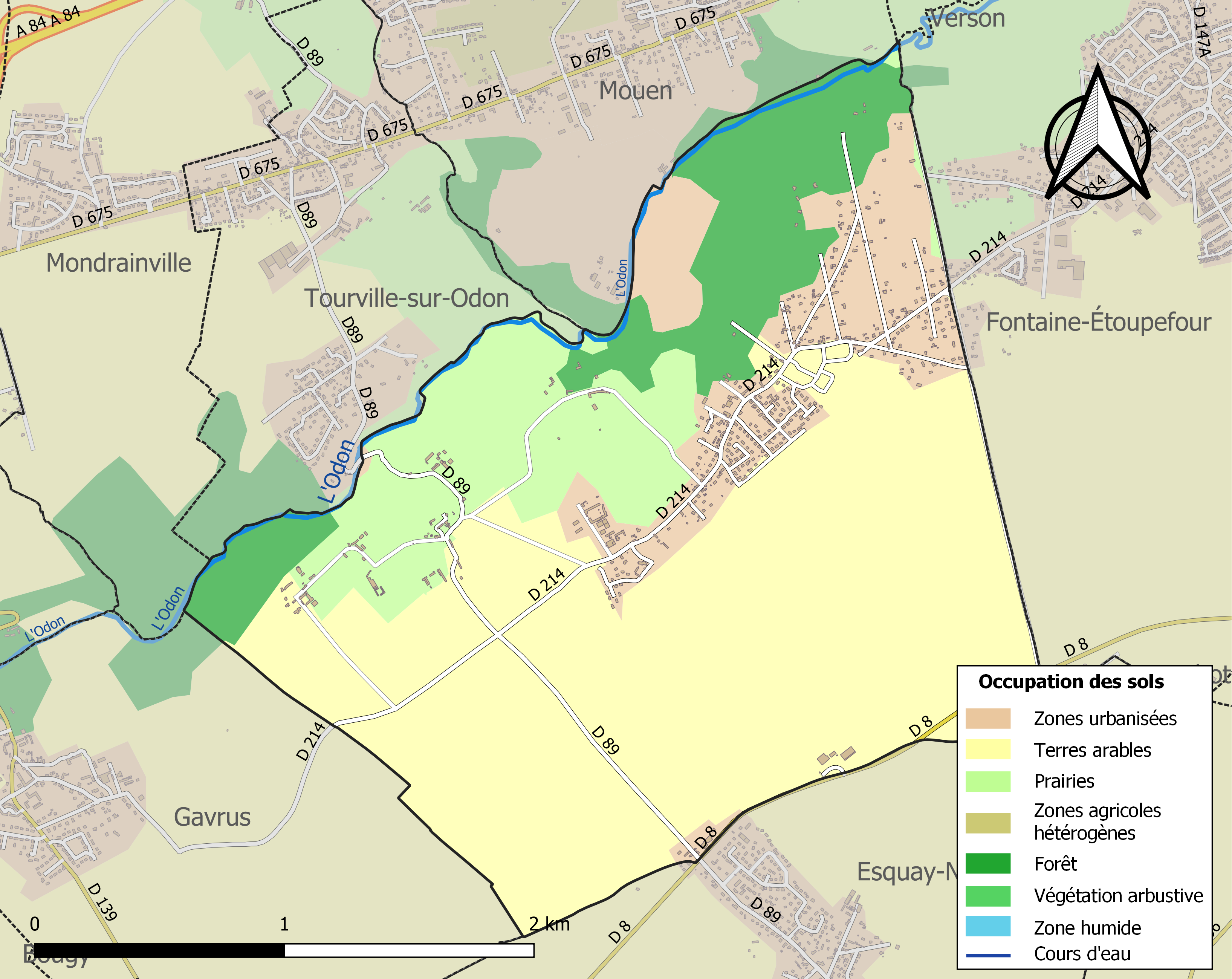
Carte des infrastructures et de l'occupation des sols de la commune en 2018 (CLC).

## Toponymie
Le nom de la localité est attesté sous la forme Baron en 1138 et Baro au XIVe siècle. L'origine de ce toponyme est incertaine. Albert Dauzat évoque le cognomen Baro ou le titre (d'origine germanique) de baron, un sobriquet lié à un titre de noblesse, surnom possible pour un homme vaniteux. René Lepelley quant à lui y décèle soit le gaulois barro, « clôture » (ancien français barre) qui désigne une « hauteur, colline, extrémité », un « sommet »; soit l'anthroponyme germanique Baro.
Le nom de la rivière, l'Odon, qui borde le nord-ouest du territoire, a été ajouté en 1935.
Le gentilé est Baronnais.

## Histoire

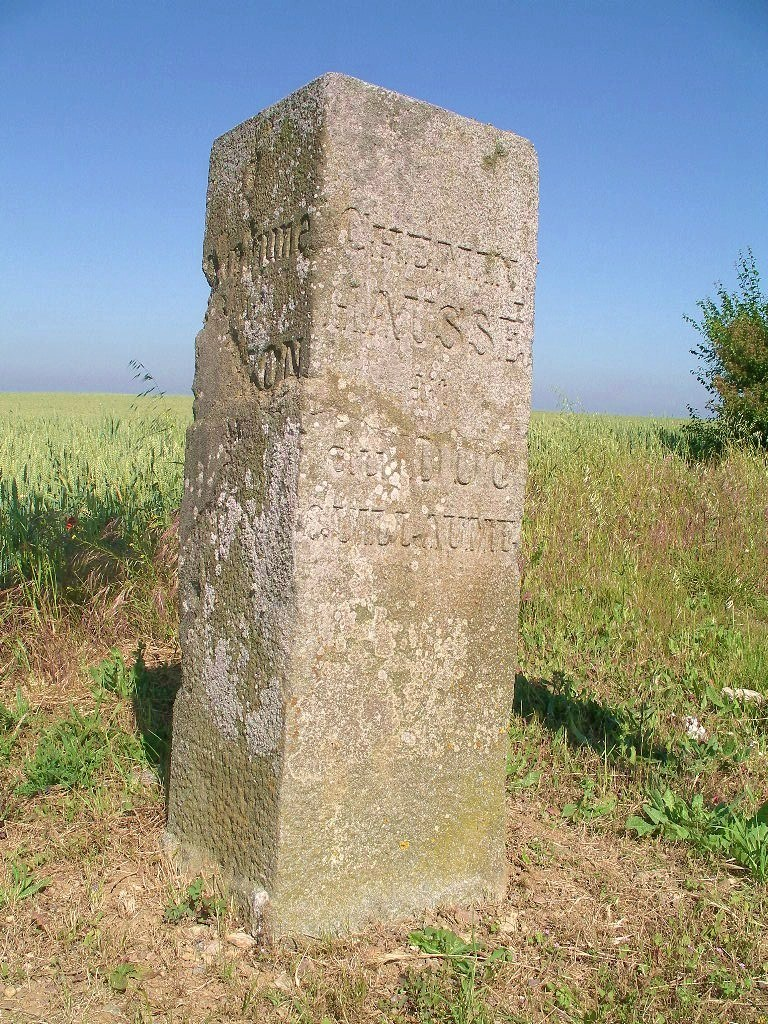
Borne du chemin Haussé (voie romaine) dit du Duc-Guillaume.

Les nombreux vestiges gallo-romains attestent d'une occupation humaine organisée sur la commune de Baron-sur-Odon.
La commune est bordée par une voie romaine importante reliant le Cotentin à l'Orléanais passant par Vieux, cité des Viducasses. Cette voie romaine est connue sous le nom de chemin Haussé, entre la Bruyère et la Croix des Filandriers au niveau de la cote 112. C'est une voie romaine identifiée à l'une des voies figurant sur la table de Peutinger. Ce chemin est également connu sous le nom de chemin du Duc-Guillaume, en souvenir du duc de Normandie, parti de Falaise et qui l'aurait emprunté en faisant ferrer ses chevaux à l'envers pour tromper ses poursuivants. Ce stratagème expliciterait l'origine du nom donné à la croix des Filandriers qui rappellerait la ruse de Guillaume le Conquérant « filant derrière ».
Les premières mentions de Baron remontent au début du XIIe siècle ; c'est un nom d'origine gauloise, il se compose du suffixe on, ou num, caractérisant les rivières, précédé de la racine bar, racine gauloise signifiant hauteur. Ce qui donnerait à Baron le sens de «hauteur de la rivière».
Baron appartenait au début du XIIe siècle à l'abbaye d'Ardenne. Les parties les plus anciennes de l'église remontent à cette période.
Après avoir appartenu jusqu'au début du XIVe siècle à la famille Le Gouvix, Baron relevait ensuite de la famille de Villers, Anzenay et Moges. Ainsi, Jean de Moges fit édifier le premier château du Ponchet au XVIe siècle.
La commune connut la peste au Moyen Âge, par trois fois, en semant ruine et désolation, entraînant, semble-t-il, le déplacement d'une partie du village vers le nord-est, l'éloignant ainsi de l'église.
Après la Révolution, en 1792, la municipalité a partagé ses terres avec les habitants. La Bruyère fut divisée en 473 lots et découpée en 11 delles : Delle de Liberté, Delle de l'Égalité, Delle des Victoires, appellations que l'on retrouve aujourd'hui.
Au XIXe siècle, on dénombrait environ 400 habitants à Baron ; l'activité agricole dominait mais cinq commerces animaient également le village.
Dans la seconde moitié du XIXe siècle, les bases de la construction d'une mairie et d'une école furent posées.
Durant la Première Guerre mondiale, treize jeunes de Baron furent tués. La commune connut alors son minimum démographique avec 193 habitants après un début d'exode rural qui dépeuplait la campagne.
Entre les deux guerres, la commune se dota du téléphone et réalisa le réseau électrique, préambule d'une politique de modernisation.
La Seconde Guerre mondiale projeta Baron au cœur des combats qui suivirent le débarquement. En juin 1944, lors de l'opération Epsom, les hauteurs de la cote 112, au sud-est du territoire de Baron-sur-Odon (également sur les communes de Fontaine-Étoupefour, Vieux et Esquay-Notre-Dame), est l'un des objectifs pour la prise de Caen. Les combats y dureront plus d'un mois car le haut commandement allemand avait décidé de bloquer la progression des troupes alliées. La commune fut marquée durablement par cette terrible bataille, qui détruisit les deux tiers du village et de nombreuses années furent nécessaires pour en effacer les stigmates.

Puis, la vie communale reprit son cours et, à partir des années 1970, Baron-sur-Odon a reconquis des habitants, de 200 à la fin des années 1960 à près de 900 aujourd'hui par la construction de nombreux pavillons.
La description de ce blason est celle-ci :
- la Croix de guerre est décernée à la commune à la suite de la bataille de la cote 112 qui s'est déroulée sur son sol ;
- les armes de la région Basse-Normandie représentées par les deux léopards d'or.

On remarque les deux parties séparées et conformes à la géographie du territoire, à savoir :
- une partie avec des épis représentant la plaine ;
- une partie avec les feuilles de chêne correspondant aux bois de Baron.

Quant au fer à cheval retourné, il symbolise la fuite de Guillaume le Conquérant avec son cheval qui aurait été ferré à l'envers afin de tromper ses poursuivants (fuite de Valognes à Falaise en 1047). Les vaguelettes représentent la rivière Odon.

## Politique et administration
| Période                                  | Période   | Identité         | Étiquette | Qualité                                   |
| ---------------------------------------- | --------- | ---------------- | --------- | ----------------------------------------- |
| mars 1971                                | mars 1983 | Charles Dubosq   |           | Agriculteur                               |
| mars 1983                                | juin 1995 | Gérard Maheut    |           | Directeur d'école / professeur des écoles |
| juin 1995                                | mars 2008 | Joseph Desquesne |           | Retraité de la fonction publique          |
| mars 2008                                | En cours  | Georges Laignel  |           | Directeur de centre de promotion sociale  |
| Les données manquantes sont à compléter. |           |                  |           |                                           |

Le conseil municipal est composé de quinze membres dont le maire et quatre adjoints.

## Démographie
L'évolution du nombre d'habitants est connue à travers les recensements de la population effectués dans la commune depuis 1793. Pour les communes de moins de 10 000 habitants, une enquête de recensement portant sur toute la population est réalisée tous les cinq ans, les populations de référence des années intermédiaires étant quant à elles estimées par interpolation ou extrapolation. Pour la commune, le premier recensement exhaustif entrant dans le cadre du nouveau dispositif a été réalisé en 2007.
En 2022, la commune comptait 1 104 habitants, en évolution de +20,39 % par rapport à 2016 (Calvados : +1,58 %, France hors Mayotte : +2,11 %).
| 1793 | 1800 | 1806 | 1821 | 1831 | 1836 | 1841 | 1846 | 1851 |
| ---- | ---- | ---- | ---- | ---- | ---- | ---- | ---- | ---- |
| 450  | 392  | 461  | 456  | 468  | 497  | 434  | 467  | 430  |

| 1856 | 1861 | 1866 | 1872 | 1876 | 1881 | 1886 | 1891 | 1896 |
| ---- | ---- | ---- | ---- | ---- | ---- | ---- | ---- | ---- |
| 401  | 411  | 418  | 379  | 398  | 359  | 335  | 319  | 318  |

| 1901 | 1906 | 1911 | 1921 | 1926 | 1931 | 1936 | 1946 | 1954 |
| ---- | ---- | ---- | ---- | ---- | ---- | ---- | ---- | ---- |
| 318  | 291  | 261  | 193  | 193  | 208  | 216  | 195  | 228  |

| 1962 | 1968 | 1975 | 1982 | 1990 | 1999 | 2006 | 2007 | 2012 |
| ---- | ---- | ---- | ---- | ---- | ---- | ---- | ---- | ---- |
| 267  | 313  | 446  | 579  | 616  | 625  | 812  | 839  | 840  |

| 2017 | 2022  | - | - | - | - | - | - | - |
| ---- | ----- | - | - | - | - | - | - | - |
| 939  | 1 104 | - | - | - | - | - | - | - |

## Culture locale et patrimoine

### Lieux et monuments
- L'église Notre-Dame-de-la-Nativité dont le clocher du XIIe siècle fait l'objet d'un classement au titre des monuments historiques depuis le 8 juillet 1910[29]. Le reste de l'édifice qui date du XIIIe siècle est seulement inscrit à l'inventaire supplémentaire des monuments historiques.
- Le manoir de Baron, construit entre les XVIe et XIXe siècles, dont les façades et toitures, ainsi que la tour de l'ancien château, font l'objet d'une inscription au titre des monuments historiques depuis le 13 février 1975[30].
- Le château de Tourmeauville du XVIIIe siècle, chapelle du XIXe siècle.

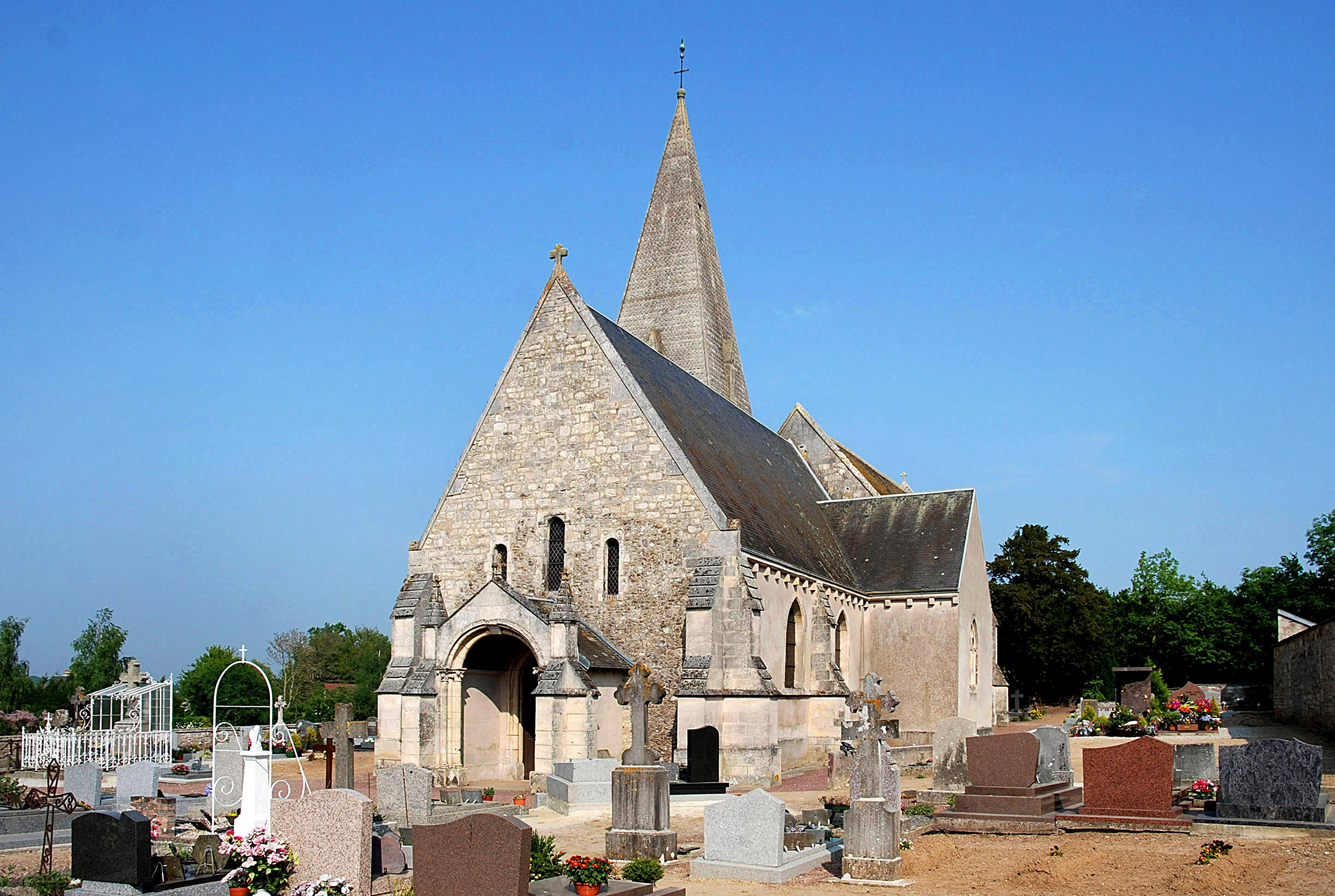
L'église Notre-Dame-de-la-Nativité.
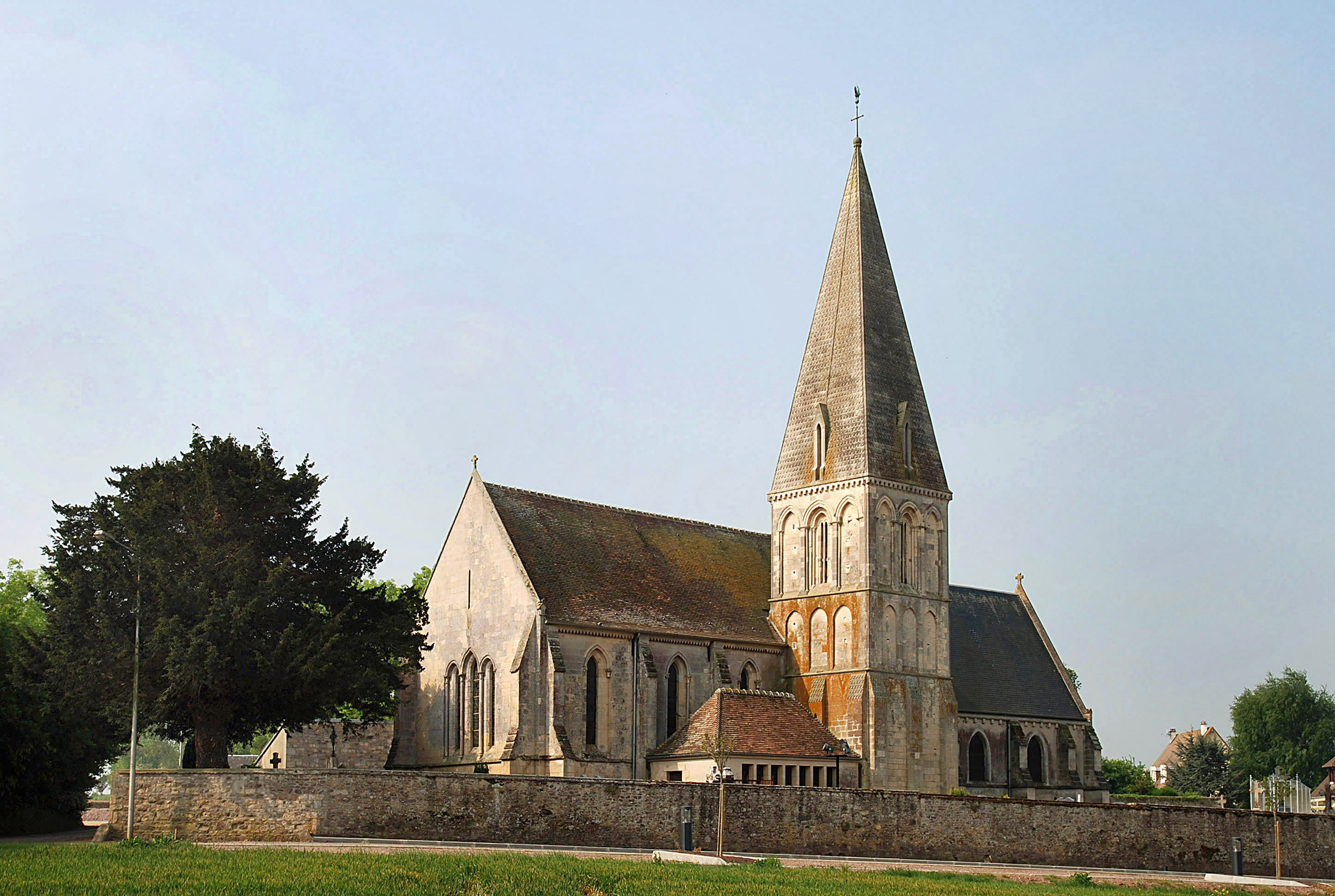
L'église Notre-Dame-de-la-Nativité.
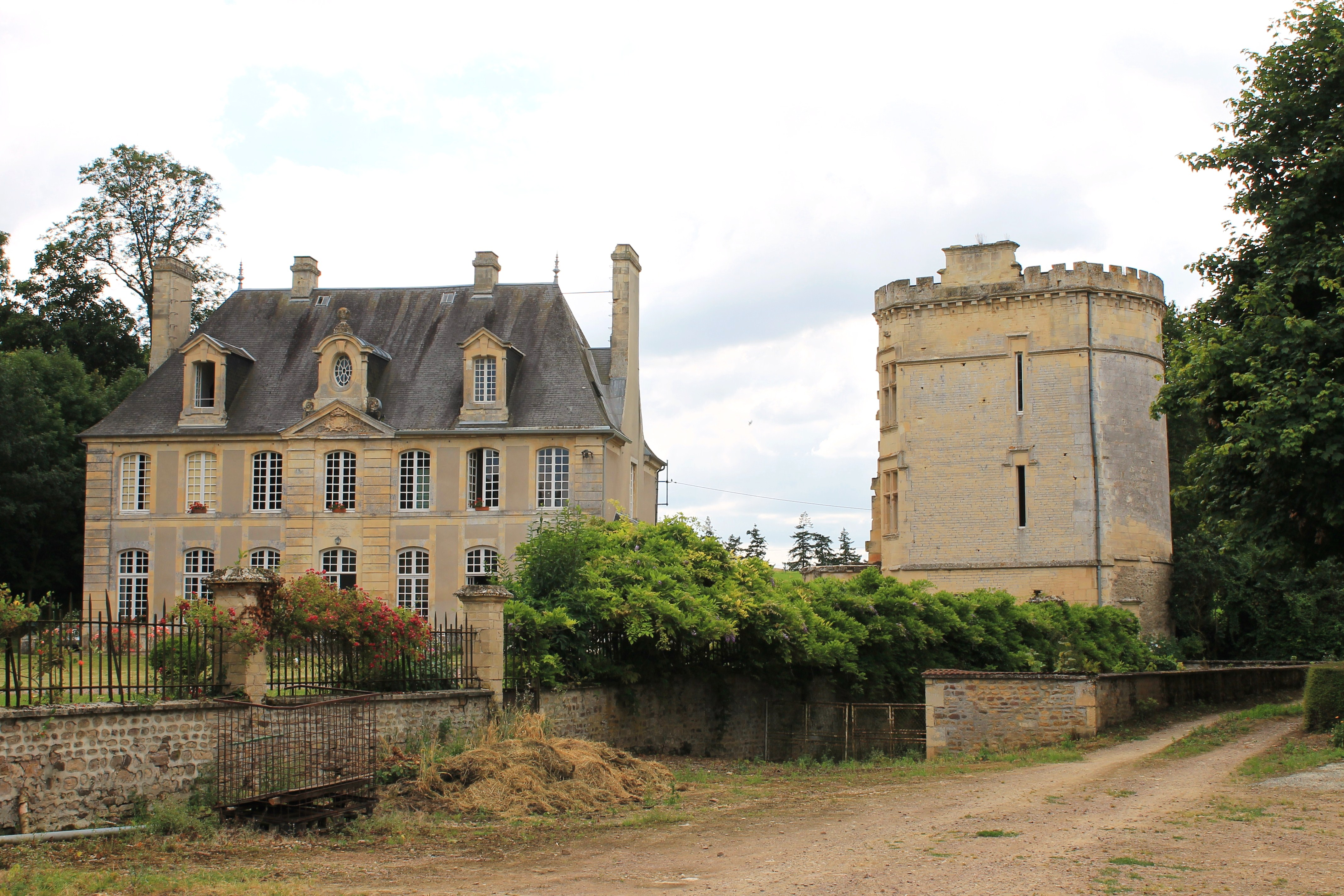
Le manoir et la tour.
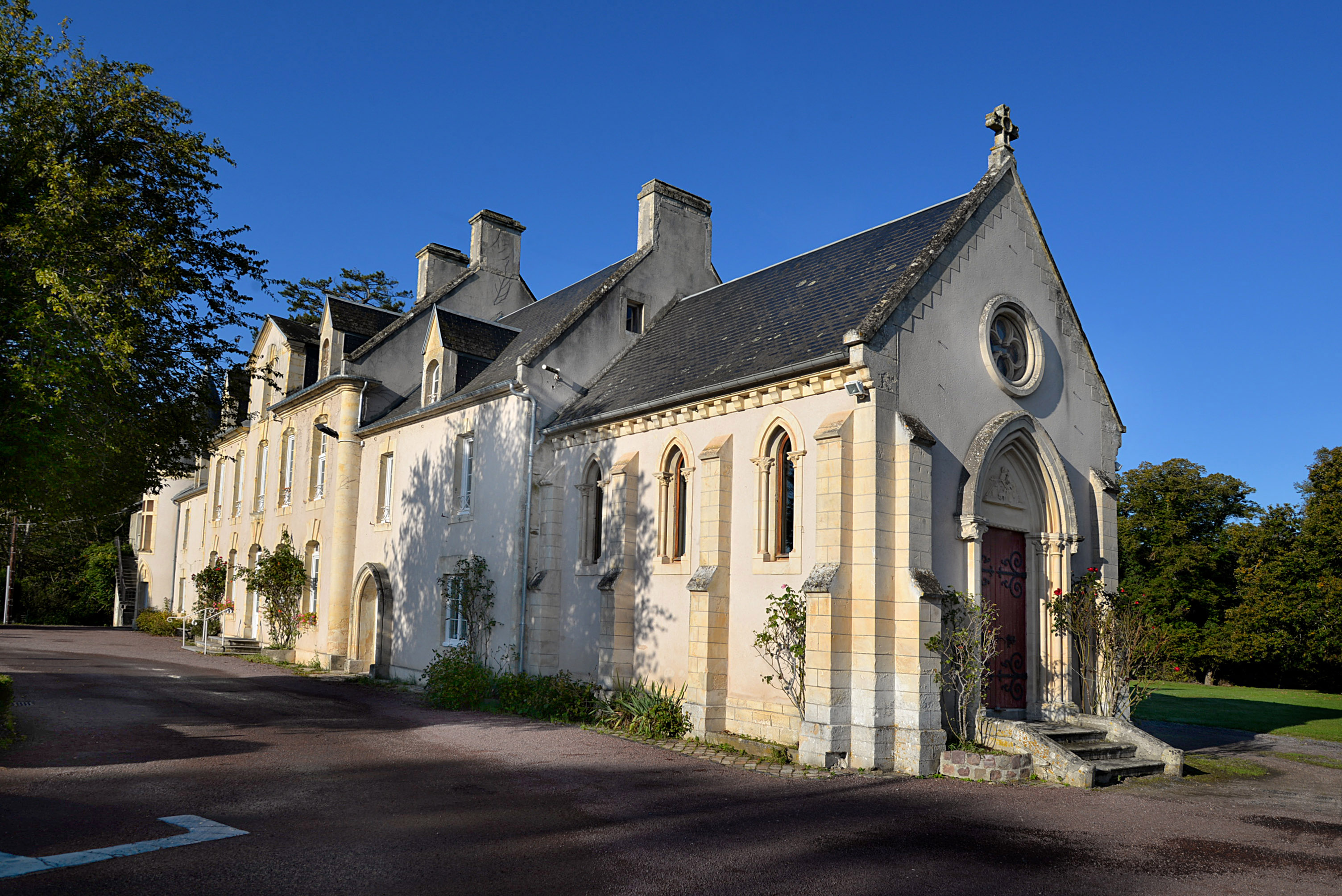
Le château de Tourmauville et sa chapelle.

### Activité, labels et manifestations

#### Labels
La commune est un village fleuri (deux fleurs) au concours des villes et villages fleuris.

### Jumelages
La ville de Baron-sur-Odon est jumelée avec une ville allemande et une ville britannique :
| Ville | Ville          | Pays | Pays        | Période     |
| ----- | -------------- | ---- | ----------- | ----------- |
|       | Chittlehampton |      | Royaume-Uni | depuis 1986 |
|       | Gaukönigshofen |      | Allemagne   | depuis 1998 |

### Héraldique
| Blason de Baron-sur-Odon | Les armes de la commune de Baron-sur-Odon se blasonnent ainsi : Taillé : au 1er de gueules à deux léopards d'or l'un au-dessus de l'autre, au 2e d'azur chargé de vaguelettes d'argent et au fer à cheval renversé d'or brochant sur le tout, à la barre d'argent chargée de l'inscription « BARON » en lettres capitales de sable brochant sur la partition, à la branche de laurier d'or au flanc dextre et de chêne de sinople, englantée d'or au flanc senestre, brochantes, les tiges passées en sautoir en pointe, à la croix de guerre 1939-1945 appendue à une draperie ployée de pourpre mouvant des angles du chef vers le point du chef, brochant. Les deux léopards d'or des armoiries de Baron-sur-Odon rappellent les armoiries de la Normandie. |